# Gamsplan
Gamsplan är ett berg i Österrike.   Det ligger i distriktet Kirchdorf och förbundslandet Oberösterreich, i den centrala delen av landet, 160 km väster om huvudstaden Wien. Toppen på Gamsplan är 1 902 meter över havet, eller 141 meter över den omgivande terrängen. Bredden vid basen är 1,4 km. Gamsplan ingår i Sengsengebirge.
Terrängen runt Gamsplan är kuperad åt sydost, men åt nordväst är den bergig. Närmaste större samhälle är Molln, 13,7 km norr om Gamsplan. 
I omgivningarna runt Gamsplan växer i huvudsak blandskog. Runt Gamsplan är det ganska glesbefolkat, med 45 invånare per kvadratkilometer.